# Electric Wizard
Electric Wizard — британская дум метал-группа, образованная в 1993 году в Дорсете, Англия, вокалистом и автором песен Джастином Оборном, и исполняющая дум-метал с элементами стоунер- и сладж-метала и текстами в основном оккультной тематики. Такие альбомы как Come My Fanatics... и Dopethrone считаются классическими в своём жанре, а Electric Wizard выделяется как одна из основополагающих групп на дум/стоунер-метал-сцене.
В 2003 году двое участников первого состава, Тим Бэгшоу и Марк Грининг покинули Electric Wizard и образовали Ramesses.

## Участники

### Текущий состав
- Джас Оборн — гитара, вокал (с 1993)
- Лиз Бакингем — гитара, клавишные (с 2003)
- Клэйтон Берджесс — бас-гитара (с 2014)
- Саймон Пул — ударные (с 2012)

### Бывшие участники
- Тас Даназоглоу — бас-гитара (2008—2012)
- Шон Раттер — ударные (2006—2012)
- Роб Аль-Исса — бас-гитара (2003—2008)
- Тим Багшоу — бас-гитара (1993—2003)
- Марк Гринин — ударные (1993—2003)
- Джастин Гривз — ударные (2003—2006)
- Гленн Чарман — бас-гитара (2012—2014)

## Дискография

### Студийные альбомы
Все альбомы группы выпущены лейблом Rise Above Records.
- 1995: Electric Wizard
- 1997: Come My Fanatics...
- 2000: Dopethrone
- 2002: Let Us Prey
- 2004: We Live
- 2007: Witchcult Today
- 2010: Black Masses
- 2014: Time to Die
- 2017: Wizard Bloody Wizard

### EPs
| Год  | Заголовок                   | Лейбл      | Примечания                     |
| 1996 | Demon Lung                  | Rise Above | Сплит-7" с Our Haunted Kingdom |
| 1997 | Chrono.Naut                 | Man’s Ruin |                                |
| 1997 | Chrono.Naut/Nuclear Guru    | Man’s Ruin | Сплит CD с Orange Goblin       |
| 1998 | Supercoven                  | Bad Acid   | перевыпущен в 2000             |
| 2008 | The House on the Borderland | Rise Above | Сплит 12" с Reverend Bizarre   |
| 2008 | The Processean              | Rise Above |                                |

### Компиляции
- 1999 — Come My Fanatics…Electric Wizard (Rise Above)
- 2006 — Pre-Electric Wizard 1989—1994 (Rise Above)